# 크리스 부첵
크리스토퍼 브랜든 부첵(영어: Christopher Brandon Bootcheck, 1978년 10월 24일 ~ )은 전  메이저 리그 뉴욕 양키스의 투수이다.

## 약력
2000년 애너하임 에인절스에 입단하여 3년간 마이너에서 활동하다가 2003년 메이저로 승격하여 데뷔하였고 이후 마이너로 강등하였고 소속팀이 로스앤젤레스 에인절스 오브 애너하임으로 이름이 바뀐 2005년 다시 메이저로 승격하였고 2008년까지 메이저와 마이너를 오가며 활동하였다.
2009년 피츠버그 파이리츠에 입단하여 메이저와 마이너를 오가며 활동했다.
2010년 일본 프로 야구팀인 요코하마 베이스타스에 입단하여 15경기 등판하여 1승 1홀드 방어율 4.62를 기록하였고 재계약에 실패했다.
2011년 탬파베이 레이스와 마이너 계약하여 활동하다가 때마침 KBO 리그 팀인 롯데 자이언츠에 성적 부진으로 방출된 브라이언 코리의 대체 선수로 계약금 10만 달러, 연봉 15만 달러에 계약했는데 한때 좌완 에릭 스털츠가 거론됐으나 새 기회를 노리던 스털츠(콜로라도 이적)와 그 가족들의 한국행 난색 표명으로 무산됐다. 한국에서의 성적은 11경기 등판하여 4승 2패 방어율 5.06을 기록했다. 2011년 시즌 후 보류 선수 명단 제외로 구단과 결별하게 된다.
그후 미국으로 돌아가 디트로이트 타이거스와 마이너 계약을 하고 입단했지만 빅리그에 콜업되지 못한 채 방출되었다. 2013년 뉴욕 양키스에 입단하여 빅리그에 콜업되어 복귀했지만 돋보이는 성적을 거두지 못했으며 마이너로 강등되고 말았다.

## 한국야구시절
2011년 7월 9일, 시즌 잔여기간 총 연봉 25만 달러로 롯데 자이언츠와 계약했다.
성적 자체는 코리와 비슷하다. 그러나 비슷한 시기에 대체선수로 영입된 SK 와이번스의 브라이언 고든, 한화 이글스의 데니 바티스타와 비교했을 때 마이너 커리어나 근래 활약한 무대, 최근 성적 등을 고려할 경우 확실히 크리스 부첵이 밀리는 편이다.
실제로 코리의 경우 방출되기 바로 전 날 선발 등판하여 5실점(2자책)할때까지 감독이 교체를 안 하면서 자신의 최대 투구수를 넘게 던졌다가 바로 다음날 방출되었다.

### 2011시즌
7월 15일 LG와의 사직 홈경기에 선발 등판, 한국무대 데뷔 경기를 가졌다. 5⅓이닝 1실점(0자책), 투구수 88개로 일단은 합격점. 직구위주의 투구에 커터와 슬라이더를 섞어던졌으며, 제구가 상당수 높게 되었다는 점은 다소 걸린다. 더불어 상대했던 LG 타선이 침체기에 있었던걸 감안하면 아직까지 기대하기에는 무리수였다.
7월 19일 두산전에 불펜으로 나와 고영민에게 홈런을 맞으며 고원준의 승을 날렸다.
7월까진 다소 부진한 모습을 보이다 8월 중순까지 3경기 연속 퀄리티스타트를 기록하며 2승을 챙기는 등 평균자책점을 3점대 초반까지 끌어내렸지만, 8월 27일 꼴찌인 넥센 히어로즈에게 1회에만 5점을 내주었다. 볼카운트를 불리하게 가져간다거나 직구, 슬라이더는 높게 제구되는 반면 주무기인 커브는 지나치게 낮게 떨어지는 등 이전의 문제를 그대로 드러내면서 홈런 2개를 맞고 6이닝 6실점으로 물러났다.
8월 31일 기준 7경기 37⅔이닝 3승 2패 평균자책점 4.06, WHIP 1.30으로, 코리와 크게 다를 바 없는 경기 기록.
9월 2일 LG전에서는 7이닝 2실점으로 승리투수가 되었다. 롯데에 온뒤 거둔 4승중 3승이 LG한테서 얻었음.
9월 16일 한화전에서는 1⅔이닝동안 투런홈런 포함 6실점. 더불어 팀도 난타전 끝에 10대 12로 패배.
9월 20일 오른쪽 어깨 염좌로 2군으로 내려갔다.

## 포스트시즌
2011년 10월 16일 사직 야구장에서 열린 SK 와이번스와의 2011년 플레이오프 1차전에서 팀이 6:5로 지고 있던 8회초 1사 2루에서 구원 등판하여 최정을 고의사구로 내보내고 최동수를 병살타로 잡아내었다. 9회초는 삼자범퇴로 막았으나 스코어 6:6인 10회초에 선두타자 정상호에게 솔로홈런을 허용하고 말았다. 결국 2⅔이닝 투구수 34개 1피안타 1피홈런 1볼넷 2탈삼진 1실점 1자책점을 기록하였고 팀이 7:6으로 패하여 패전투수가 되었다.
팀이 시리즈 전적 1승 2패로 지던 2011년 10월 20일 인천 문학 경기장에서 열린 SK 와이번스와의 2011년 플레이오프 4차전에서 선발 등판하여 3⅓이닝 투구수 44개 2피안타 2볼넷 2탈삼진 무실점을 기록하고 스코어 0:0인 상황에서 마운드를 내려갔다. 팀은 이날 2:0으로 승리하였다.
크리스 부첵은 2011년 플레이오프 5경기 중 3경기에 등판하여 6⅓이닝 4피안타 3볼넷 1사구(死球) 2피홈런 4탈삼진 3실점 3자책점 평균자책점 4.26, 1패를 기록하였고, 팀은 시리즈 전적 2승 3패로 탈락했다

## 이후
2012년엔 디트로이트 타이거스 산하 마이너에서 뛰었고, 2013년엔 뉴욕 양키스 산하 마이너에서 뛰던 중 6월달에 콜업이 되어 1경기 1이닝 1자책점을 기록하였다. 그러나 얼마 지나지 않아 지명할당되었다.
2014년에는 필라델피아 필리스 산하 마이너리그에서 활약하였다.
1. ↑  민경훈 (2013년 8월 31일). “'류현진 맞상대‘ 스털츠, 2년 전 롯데 올 뻔”. OSEN. 2024년 6월 21일에 확인함.